# Liste der Bodendenkmäler in Thyrnau
Auf dieser Seite sind die Bodendenkmäler in der niederbayerischen Gemeinde Thyrnau zusammengestellt. Diese Tabelle ist eine Teilliste der Liste der Bodendenkmäler in Bayern. Grundlage ist die Bayerische Denkmalliste, die auf Basis des Bayerischen Denkmalschutzgesetzes vom 1. Oktober 1973 erstmals erstellt wurde und seither durch das Bayerische Landesamt für Denkmalpflege geführt wird. Die folgenden Angaben ersetzen nicht die rechtsverbindliche Auskunft der Denkmalschutzbehörde.

## Bodendenkmäler der Gemeinde Thyrnau

### Bodendenkmäler in der Gemarkung Donauwetzdorf
| Lage                     | Objekt                                                                   | Akten-Nr.     | Bild |
| ------------------------ | ------------------------------------------------------------------------ | ------------- | ---- |
| Donauwetzdorf (Standort) | Burgstall des hohen oder späten Mittelalters.                            | D-2-7347-0011 |      |
| Donauwetzdorf (Standort) | Siedlung des Spätneolithikums (Chamer Gruppe) und der frühen Bronzezeit. | D-2-7347-0012 |      |
| Donauwetzdorf (Standort) | Siedlung des Spätneolithikums (Chamer Gruppe).                           | D-2-7347-0013 |      |

### Bodendenkmäler in der Gemarkung Kellberg
| Lage                | Objekt | Akten-Nr.     | Bild |
| ------------------- | --- | ------------- | ---- |
| Kellberg (Standort) | Höhensiedlung des Spätneolithikums (Chamer Gruppe) und Burgstall des hohen oder späten Mittelalters (Hochstein bzw. Hochreit). | D-2-7447-0009 |      |
| Kellberg (Standort) | Burgstall des hohen oder späten Mittelalters. | D-2-7447-0010 |      |
| Kellberg (Standort) | Burgstall des Mittelalters und der frühen Neuzeit sowie Schürfgruben (Graphitabbau) vorgeschichtlicher oder mittelalterlich-frühneuzeitlicher Zeitstellung.                                                                                                  | D-2-7447-0011 |      |
| Kellberg (Standort) | Burgstall des späten Mittelalters (Altes Schloß bzw. Erlenstein). | D-2-7447-0013 |      |
| Kellberg (Standort) | Verebnete Wallanlage und Schürfgruben (Eisenerzabbau) vorgeschichtlicher oder mittelalterlich-frühneuzeitlicher Zeitstellung sowie vermutlich Wüstung des späten Mittelalters und der frühen Neuzeit (Reut).                                                 | D-2-7447-0014 |      |
| Kellberg (Standort) | Untertägige mittelalterliche und frühneuzeitliche Befunde und Funde im Bereich der Katholischen Pfarrkirche St. Blasius von Kellberg und ihrer hochmittelalterlichen Vorgängerbauten mit mittelalterlicher Leonhardi-Kapelle und aufgelassenem Ortsfriedhof. | D-2-7447-0023 |      |
| Kellberg (Standort) | Spätmittelalterlich-frühneuzeitlicher Erdstall. | D-2-7447-0029 |      |
| Kellberg (Standort) | Spätmittelalterlich-frühneuzeitlicher Erdstall. | D-2-7447-0030 |      |
| Kellberg (Standort) | Frühneuzeitlicher Erdstall. | D-2-7447-0031 |      |
| Kellberg (Standort) | Spätmittelalterlicher Erdstall. | D-2-7447-0032 |      |

### Bodendenkmäler in der Gemarkung Thyrnau
| Lage               | Objekt | Akten-Nr.     | Bild |
| ------------------ | --- | ------------- | ---- |
| Thyrnau (Standort) | Siedlung des Spätneolithikums (Chamer Gruppe) und der späten Latènezeit. | D-2-7347-0014 |      |
| Thyrnau (Standort) | Siedlung des Spätneolithikums (Chamer Gruppe) und der späten Latènezeit. | D-2-7347-0015 |      |
| Thyrnau (Standort) | Untertägige frühneuzeitliche Befunde und Funde im Bereich der Katholischen Pfarrkirche St. Franz Xaver, der Lorettokapelle und des Pfarrhofs von Thyrnau mit älteren Bauphasen.                                                             | D-2-7347-0034 |      |
| Thyrnau (Standort) | Untertägige spätmittelalterliche und frühneuzeitliche Befunde im Bereich der Katholischen Kirche St. Christoph von Thyrnau mit älteren Bauphasen bzw. Vorgängerbauten.                                                                      | D-2-7347-0035 |      |
| Thyrnau (Standort) | Untertägige mittelalterliche und frühneuzeitliche Befunde und Funde im Bereich des ehemaligen Hofmark- und späteren fürstbischöflichen Sommerschlosses Thyrnau, mit seinen mittelalterlichen Vorgängerbauten und der barocken Gartenanlage. | D-2-7347-0036 |      |